# Studia i Materiały Centralnej Biblioteki Wojskowej im. Marszałka Józefa Piłsudskiego
Studia i Materiały Centralnej Biblioteki Wojskowej im. Marszałka Józefa Piłsudskiego – kwartalnik wydawany od 2014 roku przez Centralną Bibliotekę Wojskową im. Marszałka Józefa Piłsudskiego.
Kwartalnik jest kontynuacją czasopisma „Informator Naukowy Centralnej Biblioteki Wojskowej”. Wydawcą jest Centralna Biblioteka Wojskowa im. Marszałka Józefa Piłsudskiego. Pismo jest kontynuacją pisma „Informator Naukowy Centralnej Biblioteki Wojskowej”. W piśmie publikowane są artykuły i materiały źródłowe dotyczące historii wojskowości.